# 243
| 243                |
| ------------------ |
| Dødsfald - Fødsler |
|                    |

| Gregoriansk kalender | 243 CCXLIII             |
| Ab urbe condita      | 996                     |
| Armensk kalender     | I/T                     |
| Kinesiske kalender   | 2939 – 2940 壬戌 – 癸亥 |
| Etiopisk kalender    | 235 – 236               |
| Jødisk kalender      | 4003 – 4004             |
| Hindukalendere       |                         |
| - Vikram Samvat      | 298 – 299               |
| - Shaka Samvat       | 165 – 166               |
| - Kali Yuga          | 3344 – 3345             |
| Iransk kalender      | 379 BP – 378 BP         |
| Islamisk kalender    | 391 BH – 390 BH         |

Se også 243 (tal)